# Utaban
Utaban (うたばん), abréviation de uta bangumi (歌番組, « programme musical ») est une émission comique musicale télévisée très populaire au Japon, diffusée hebdomadairement d'octobre 1996 à mars 2010 sur la chaine TBS. Elle est présentée par Takaaki Ishibashi (du duo Tunnels) et Masahiro Nakai (du groupe J-pop SMAP).
Le générique de l'émission est la chanson These Boots Are Made for Walkin' par Nancy Sinatra.
Les deux animateurs reçoivent des vedettes, principalement des chanteurs venus interpréter leurs titres, avec des interviews et sketchs comiques.
Des émissions spéciales de deux heures sont parfois diffusées, sous le nom Tokuban (とくばん), pour tokubetsu bangumi (特別番組, « programme spécial »).
L'émission s'arrète en mars 2010, après plus de treize ans d'existence. Elle est d'abord remplacée par une émission similaire présentée par le même duo, nommée The Music Hour, qui sera diffusée d'avril à septembre.